# Jana Boušková (Schauspielerin)

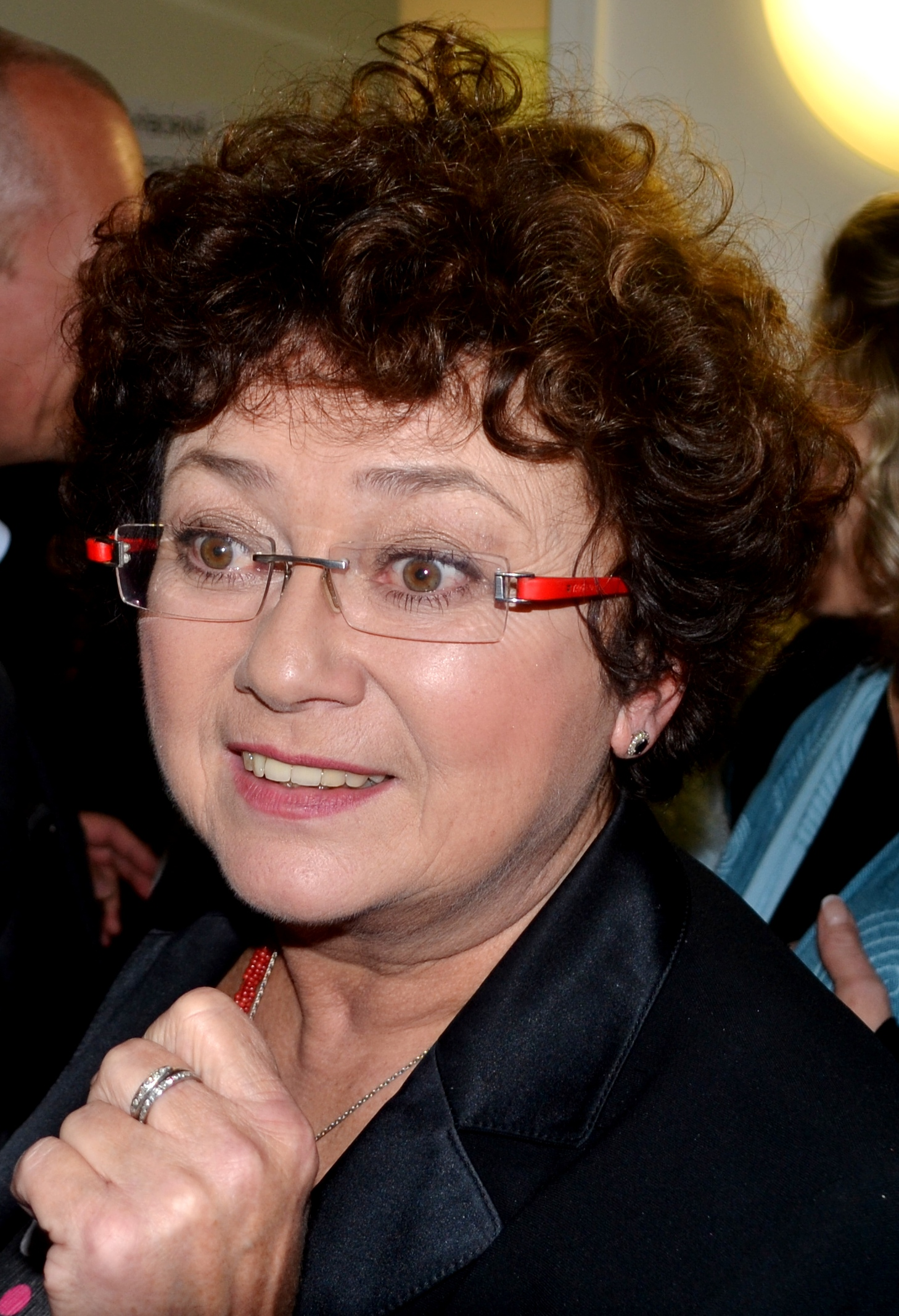
Jana Boušková (2014)

Jana Boušková (* 8. Mai 1954 in Kladno, Tschechoslowakei) ist eine tschechische Schauspielerin.

## Leben
Jana Boušková hatte ursprünglich den Wunsch, nach der Schulzeit Zahnarzthelferin zu werden. Da ihre drei Jahre ältere Schwester Eva bereits Schauspiel studierte, probierte sie es auch und wurde nach bestandener Aufnahmeprüfung am Prager Konservatorium aufgenommen. Noch während ihrer Studienzeit stand sie auf der Bühne des renommierten Národní divadlo und spielte in kleineren Nebenrollen in Filmen wie Frühes Versprechen und Adam und Otka mit.
Boušková war in erster Ehe bis 1982 mit dem Schauspieler Petr Svojtka verheiratet. Aus der Ehe ging ein gemeinsames Kind hervor. In zweiter Ehe ist sie mit dem Schauspieler Václav Vydra verheiratet.

## Filmografie (Auswahl)
- 1972: Frühes Versprechen (My, ztracený holky)
- 1974: Adam und Otka (Adam a Otka)
- 1975: Der letzte Ball auf der Schwimmschule (Poslední ples na rožnovské plovárně)
- 1976: Guten Tag, Stadt (Dobrý den, město)
- 1976: Odysseus und die Sterne (Odysseus a hvězdy)
- 1978: Die Frau hinter dem Ladentisch (Žena za pultem, Fernsehserie, fünf Folgen)
- 1983: Tödliche Motive (Smrt talentovaného ševce)